# Bowling Green (Kentucky)
Bowling Green è la terza città più popolosa dello Stato del Kentucky, negli Stati Uniti d'America, dopo Louisville e Lexington e davanti a Owensboro. Nel 2020 aveva infatti 72 294 abitanti.
Fondata nel 1798, è il capoluogo della contea di Warren, ma la sua area metropolitana (creata nel 2003 e che conta 116 000 abitanti) si estende anche nella contigua contea di Edmonson.
È sede della Western Kentucky University e di uno stabilimento della General Motors per la produzione delle Chevrolet Corvette (dal 1981) e delle Cadillac XLR (dal 2003).
Nelle prime ore dell'11 dicembre 2021 la città è stata colpita da due intensi tornado. Il primo di livello EF3 ha distrutto numerose abitazioni e ha ucciso 17 persone mentre il secondo un EF2 ha arrecato danni aggiuntivi nella parte sud-est della città